# Anse du Mont
Anse du Mont est une baie de Guadeloupe située au Gosier.

## Géographie
Située sur le hameau de Saint-Félix, l'anse du Mont abrite le port de Saint-Félix sur sa partie est et la plage de Saint-Félix sur la partie ouest.
La plage de Saint-Félix est traversée par le sentier du littoral de Saint-Félix et s'étend sur environ 800 m. Il s'agit d'une plage de sable blanc.
Un observatoire ornithologique sépare l'espace portuaire de l'espace balnéaire.

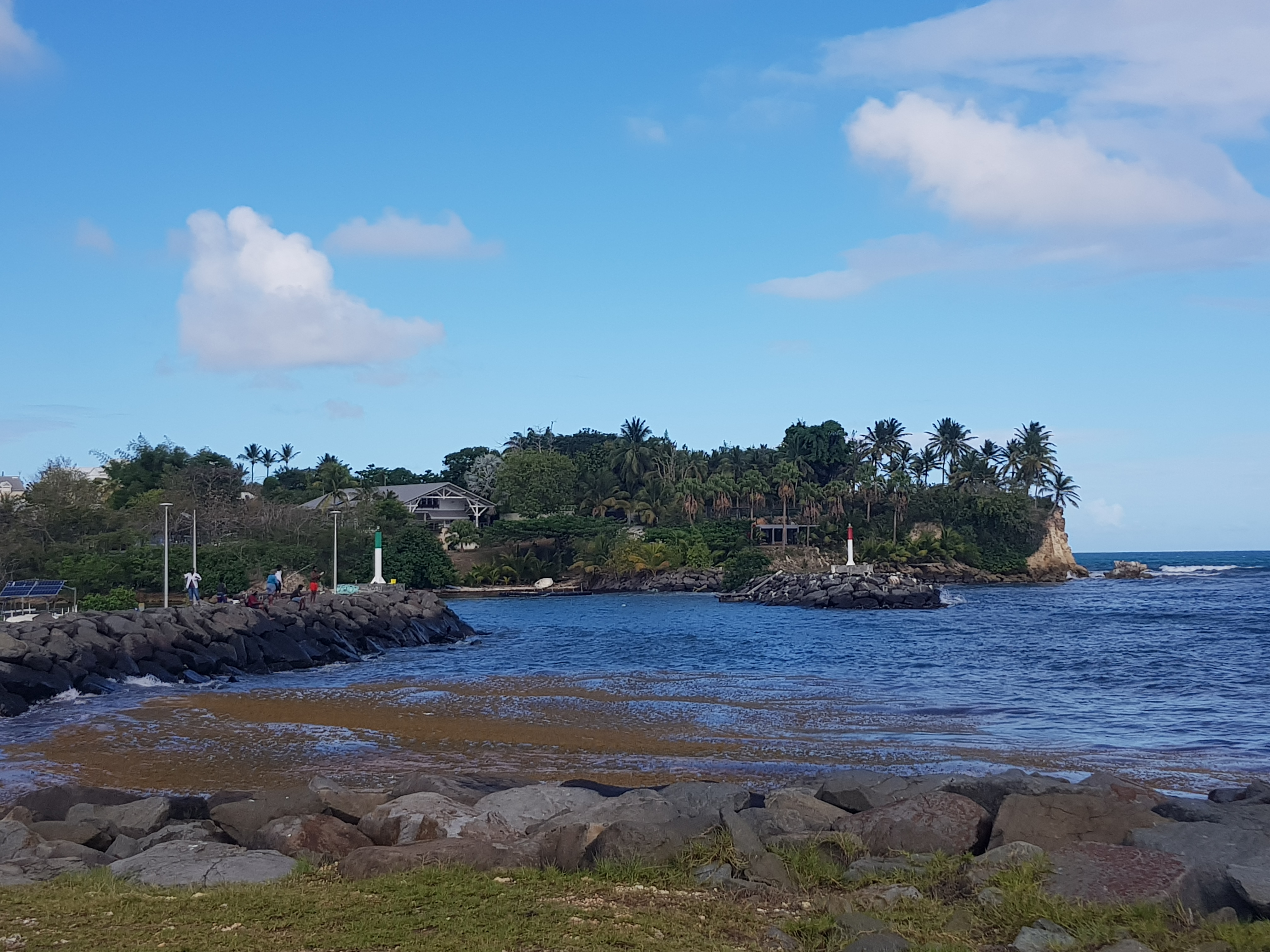
Anse du Mont, le port de Saint-Félix.
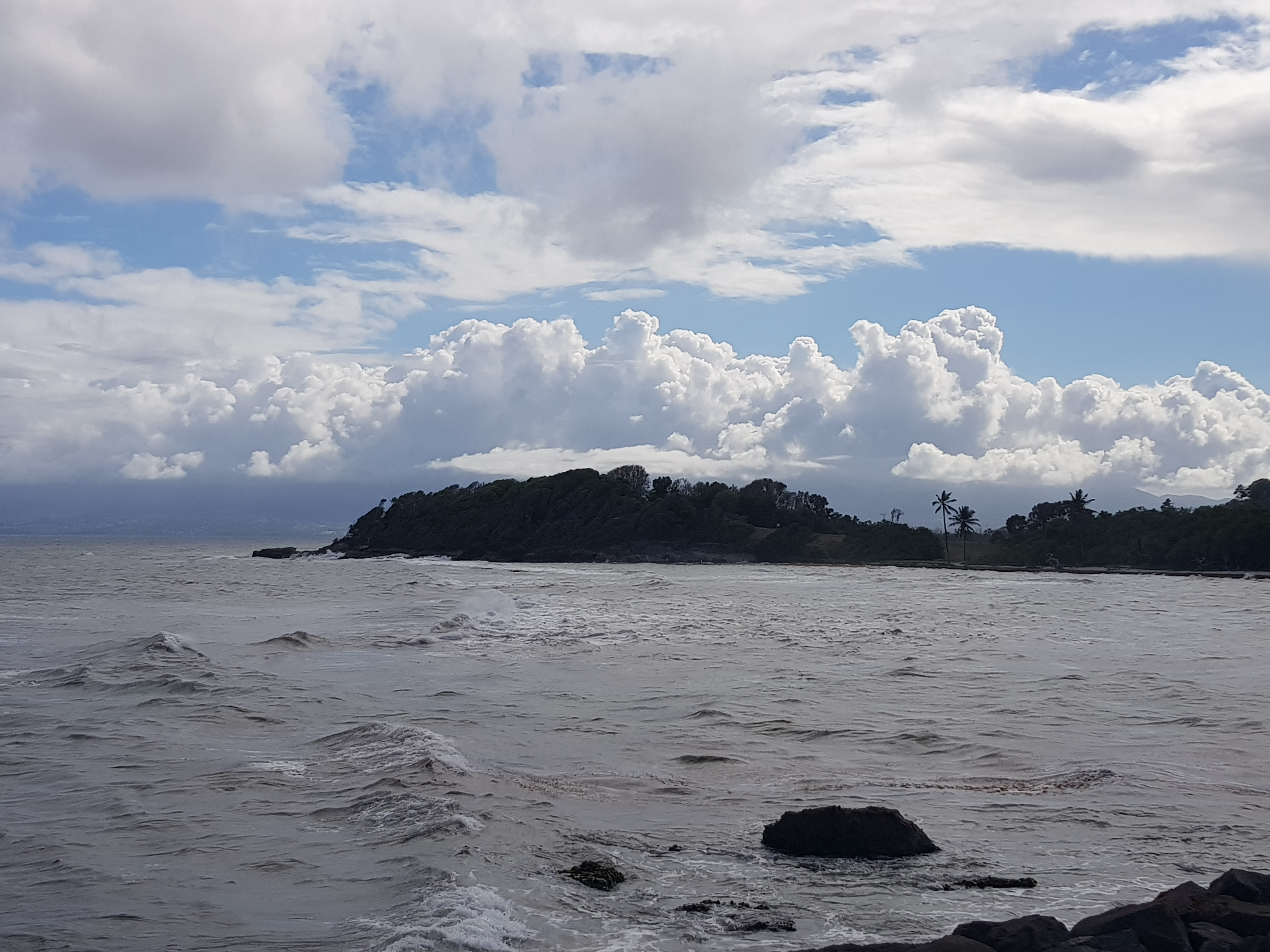
La pointe Canot à l'extrémité ouest de la plage de Saint-Félix.
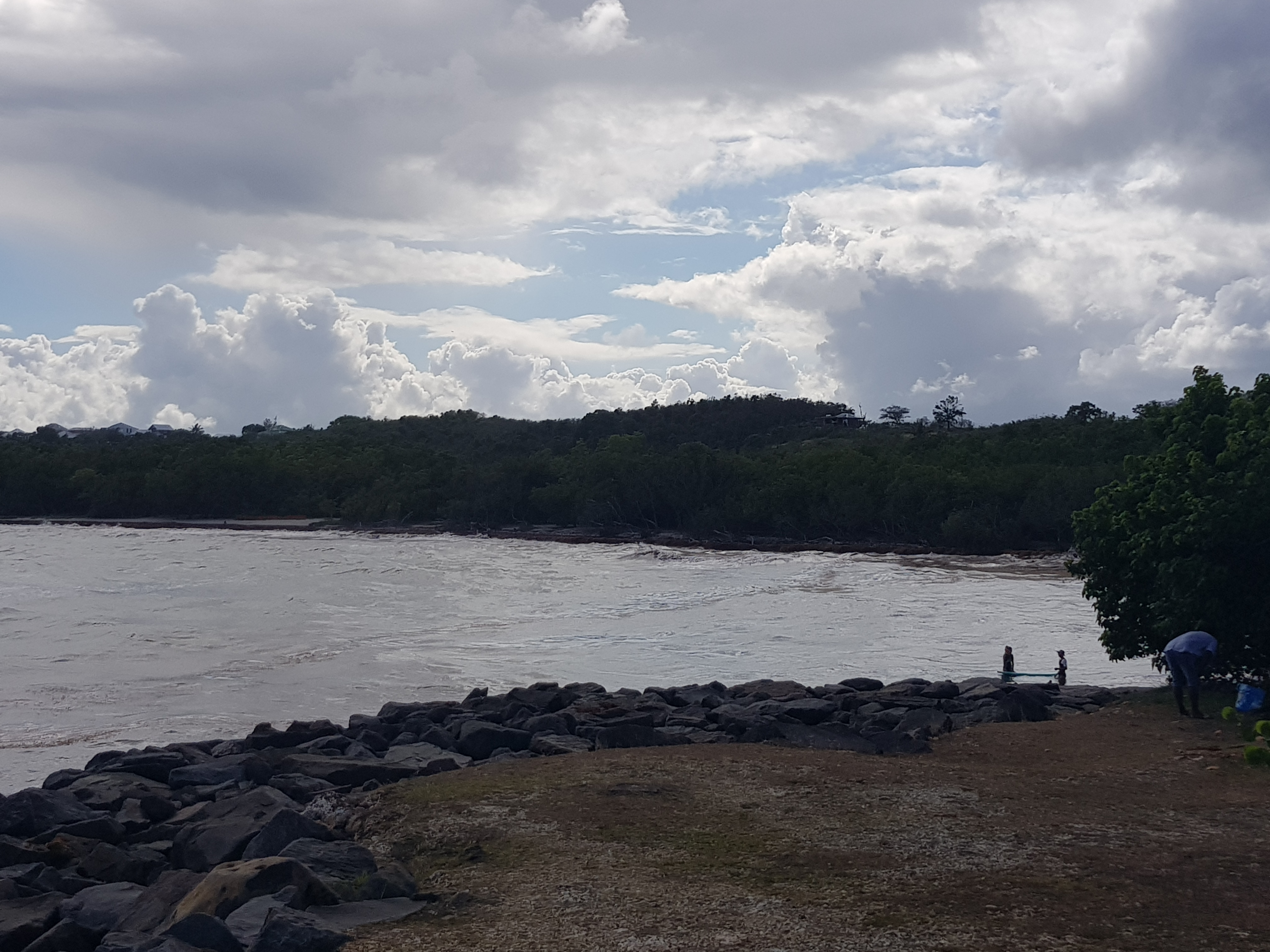
Anse du Mont, vue de l'observatoire.
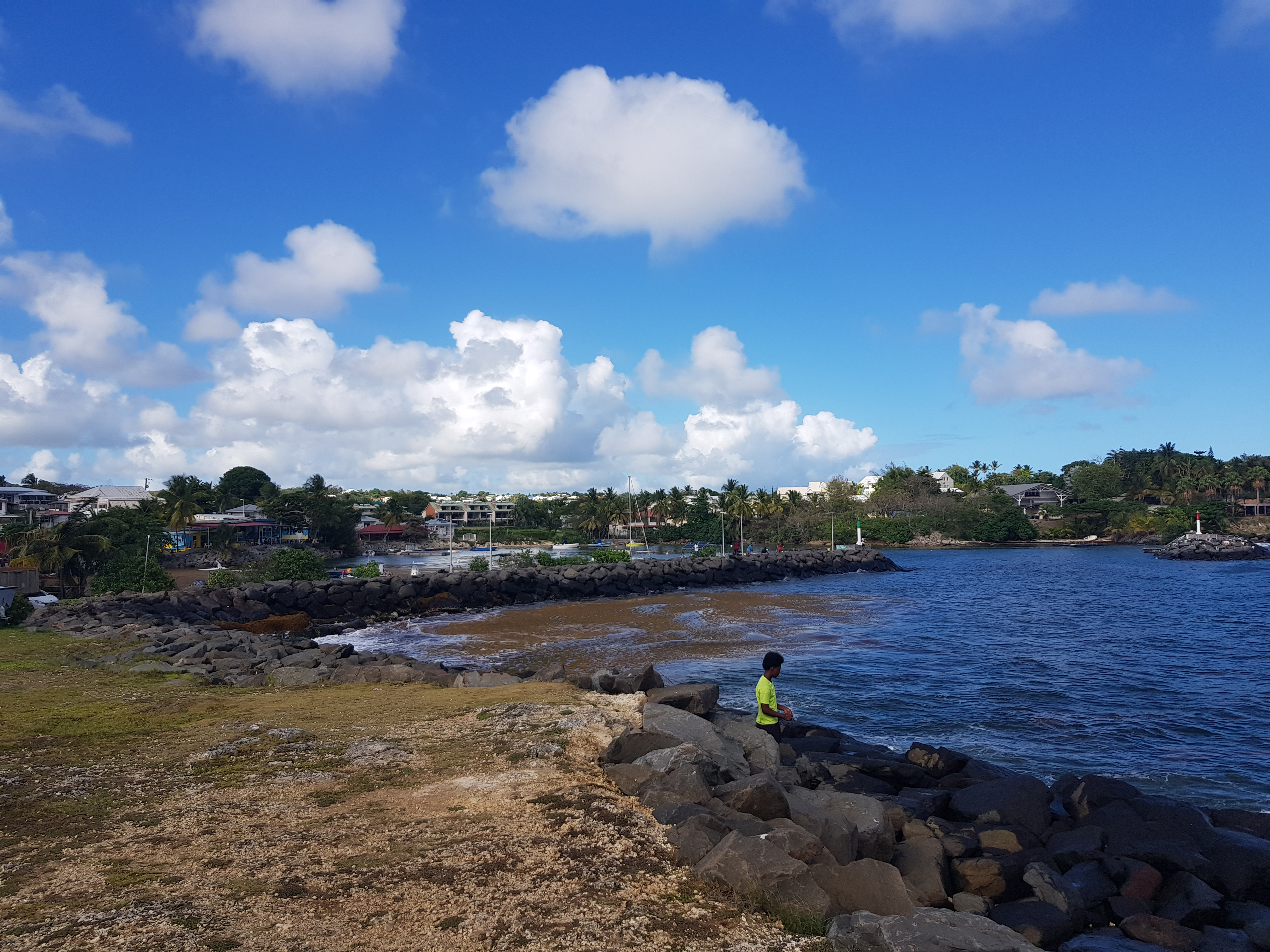
Anse du Mont (le port).